# Sphyrospermum muscicola
Sphyrospermum muscicola är en ljungväxtart som först beskrevs av William Jackson Hooker, och fick sitt nu gällande namn av A. C. Smith. Sphyrospermum muscicola ingår i släktet Sphyrospermum och familjen ljungväxter. Inga underarter finns listade i Catalogue of Life.